# STOP! Közlekedj felnőtt módra!
A STOP! Közlekedj felnőtt módra! magyar televíziós papírkivágásos animációs sorozat, amelyet Imre István írt és rendezett. Az animációs sorozatot a Pannónia Filmstúdió készítette, a zenéjét Balázs Árpád szerezte. Magyarországon az MTV, az M1 és a Filmmúzeum adta.

## Tartalma
Az Országos Közlekedésbiztonsági Tanács megbízásából készült film, a közlekedés szabályait ismerteti meg a gyerekekkel játékos formában. Ezuttal Tigris és Nyuszika segítségével.

## Alkotók
- Írta és rendezte: Imre István
- Zeneszerző: Balázs Árpád
- Operatőr: Cseh András
- Hangmérnök: Bársony Péter
- Vágó: Hap Magda
- Gyártásvezető: Bende Zsófi

Készítette a Magyar Televízió megbízásából a Pannónia Filmstúdió

## Szereplők
| Szereplő          | Magyar hang   | Leírás         |
| ----------------- | ------------- | -------------- |
| Csíkos úr         | Bodrogi Gyula | a tigris.      |
| Nusika kisasszony | Váradi Hédi   | a nőstény nyúl |